# 50% & 50%
A 50% & 50% hide japán gitáros és énekes második szóló kislemeze, mely 1993. augusztus 5-én jelent meg. Ugyanezen a napon adták ki az Eyes Love You című kislemezt is, melynek borítója ugyanazt ábrázolja, mint az 50% & 50%, csak vörös helyett zöld háttérrel. A két borítót egymás mellé téve térhatású kép keletkezik.
A kislemez 6. helyezett volt az Oricon slágerlistáján, és 200 000 eladott példánnyal aranylemez minősítést szerzett.
A Doubt videóklipjében szerepel Jennifer Finch és Demetra Plakas, az amerikai L7 együttesből.

## Számlista
| #  | Cím       | Dalszöveg       | Zene | Hossz |
| -- | --------- | --------------- | ---- | ----- |
| 1. | 50% & 50% | Mori Jukinodzsó | hide | 4:41  |
| 2. | Doubt     | hide            | hide | 4:46  |